# Instituto Técnico Olga Santamaría
El Instituto Técnico Olga Santamaría (ITOS) es un establecimiento de educación preescolar, primaria y secundaria colombiano. Está ubicado en el municipio de Anolaima, Cundinamarca. Es reconocido como uno de los planteles educativos de mayor prestigio y calidad del Departamento de Cundinamarca.

## Historia
El Instituto Técnico Olga Santamaría fue fundado en septiembre de 1953 por el Reverendo Padre e historiador Jaime Hincapié Santamaría con el nombre de "Escuela Hogar", que posteriormente se cambió al de "Olga Santamaría", en honor a la señora madre del fundador. En el año 1973 se establece la media vocacional en las modalidades de Promoción Social y Técnico Comercial. Cinco años después, en 1978, se establece la modalidad de Bachillerato Técnico Comercial como nueva alternativa educativa. A partir de ese año se tiene como referente el Proyecto Educativo Institucional (PEI) «La educación en tecnología como alternativa educativa frente a la comunidad», y se crean las especialidades de Procesamiento de Alimentos y Gestión Empresarial, que sustituyen a las antiguas de Promoción Social y Técnico Comercial.
En el año 2002 se firma la Resolución 003362 sobre la integración de instituciones, en busca de crear un proceso educativo con continuidad, se ofrecen los servicios educativos en nivel preescolar, básica y media técnica con énfasis en Gestión Empresarial y Procesamiento de Alimentos. En el año 2007 se realiza en convenio MEN-SEC-SENA-ITOS, con el fin de ofrecer a los estudiantes el título de «Técnico Profesional» en las modalidades de:
- Técnico profesional en planificación para la creación y gestión de empresas.
- Técnico en Desarrollo de Aplicaciones para Dispositivos Móviles.

Con el apoyo de la Secretaría de Educación de Cundinamarca, a través de la Sección de Educación para el Trabajo y el SENA (Regional Girardot), los alumnos reciben, además del título de Bachiller, un Certificado de Aptitud Profesional.

## Sedes
- Sede Central
- Jardín Infantil Departamental
- Concentración Urbana Simón Bolívar

Escuelas Rurales Asociadas:
- Puente Tierra
- María Alta
- Calandaima
- Limonal
- San Jerónimo
- Balsillas